# Saxdalen
Saxdalen is een plaats in de gemeente Ludvika in het landschap Dalarna en de provincie Dalarnas län in Zweden. De plaats heeft 615 inwoners (2005) en een oppervlakte van 176 hectare. De plaats ligt aan de weg länsväg (provinciale weg) 604, tussen de plaatsen Grängesberg en Sunnansjö. De stad Ludvika ligt ongeveer 15 kilometer ten oosten van de plaats. De plaats ligt aan het meer Saxen en er liggen drie heuvels rondom de plaats de Saxberget in het zuiden, de Låsberget in het noorden en de Stackarberget in het oosten.